# Chirbat Barghus
Chirbat Barghus (arab. خربة برغوث) – wieś w Syrii, w muhafazie Aleppo. W 2004 roku liczyła 479 mieszkańców.